# Wolfgang Amadeus Mozart
Wolfgang Amadeus Mozart, född 27 januari 1756 i Salzburg, död 5 december 1791 i Wien, var en salzburgisk kompositör, pianist och violinist.
Mozart var en av de viktigaste tonsättarna i den wienklassiska stilen och är för eftervärlden ett av de stora namnen i musikhistorien. Hans produktion (som omfattar över 600 kända verk) innehåller verk som av många anses som kronan av symfonisk, kammar-, piano-, opera- och körmusik. Många av hans verk är centrala för den klassiska standardrepertoaren.

## Biografi

### Barndom och uppväxt
Wolfgang Amadeus Mozart föddes år 1756 i Salzburg. Han var son till violinisten och kompositören Leopold Mozart vid furstärkebiskopens hov i Salzburg – då huvudstad i det riksomedelbara Ärkebiskopsdömet Salzburg – och dennes hustru Anna Maria Pertl. De hade gift sig 21 november 1747, ganska kort efter att Leopold anställts i hovorkestern i Salzburg. De fick tillsammans sju barn, varav endast två överlevde spädbarnsåldern; först Maria Anna Walburga Ignatia, född 30 juli 1751. Det andra barnet var en pojke, född 27 januari 1756. 
Vid samma tid var Leopold sysselsatt med sin avhandling om musikundervisning, Violinschule, tillsammans med Johann Jakob Lotter, en vän och målare i hemstaden Augsburg. De goda nyheterna meddelade Leopold i ett brev den 9 februari: " ... jag måste meddela (dig) att den 27 januari, klockan 8 på morgonen, nedkom min kära hustru lyckligen med en pojke; placentan måste dock tas bort. Därför var hon påfallande svag. Nu, (Gud vare tack och lov) är både barn och mor friska. Hon sänder sina hälsningar till er båda. Pojken är döpt till Joannes Chrysostomus, Wolfgang, Gottlieb."
I den romersk-katolska kalendern tillhör 27 januari St. Johannes Chrysostomus, Konstantinopels patriark och talarnas skyddshelgon. "Gottlieb" betyder "älskad av Gud", vilket på latin översätts till "Amadeus", som ju också är det namn han sedan blivit mest känd under. Wolfgang var efter morfar, Wolfgang Nikolaus Pertl. Som vuxen skrev han sitt eget namn Wolfgang Amadé Mozart, eller bara Mozart. Som liten tilltalades han Wolfgang, eller familjärt Wolfgangerl.
Fadern insåg tidigt Mozarts intresse och talang för musik och Mozart fick undervisning i klaverspel redan vid tre års ålder, vid samma ålder skrev han också sitt första musikstycke. När Mozart fyllde sex år började han även att spela violin, och vid samma ålder spelade han för den tysk-romerske kejsaren i Wien. Även systern Maria Anna Walburga Ignatia (kallad "Nannerl") var synnerligen begåvad. Fadern och barnen turnerade i stora delar av Europa och hyllades bland annat vid hoven i Paris, Wien, München och London. Mozart träffade bland annat Johann Christian Bach under sina turnéer. Troligen smittades han redan under dessa resor av flera av den tidens sjukdomar, vilket lade grund till hans inte särskilt goda hälsa. 
Den unge Wolfgang var en begåvning utöver det vanliga. Redan som sjuåring kunde han spela vilket stycke som helst direkt från notbladet, han transponerade stycken obehindrat från en tonart till en annan, improviserade arior över valfria basstämmor och komponerade ad lib. Som trettonåring reste han 1769 med sin far till Rom där han hörde Gregorio Allegris berömda Miserere i Sixtinska kapellet. Vid den här tiden var det förbjudet att framföra detta stycke utanför Sixtinska kapellet och noterna fanns endast där. Efter att ha hört den niostämmiga kompositionen endast en gång skrev Mozart ned den på papper. Han behövde därefter endast rätta några småfel när han senare besökte kapellet på nytt. Sanningshalten i historien har dock senare ifrågasatts, somliga hävdar att Mozart kan ha haft tillgång till en kopia av partituret på förhand. Som fjortonåring erbjöds han att skriva musik för Milanooperan.

### Mozart som vuxen
Vid vuxen ålder var Mozart under olika perioder anställd vid Salzburgs hovkapell, men bosatte sig i Wien som fri konstnär. Mozart besökte och höll ofta konserter vid baron Gottfried van Swietens salonger där han mer ingående lärde känna Georg Friedrich Händels och Johann Sebastian Bachs musik, typisk senbarockmusik som sällan framfördes i Wien under den tiden. Just denna sorts musik kom att i hög grad påverka Mozarts senare verk.
Mozart var mycket populär som kompositör och spelade ofta piano vid sina egna konserter, som bland annat ägde rum vid hov och aristokratiska salonger i Wien. 
Mozart hade flera elever och ingen brist på arbete men han hade trots detta stora problem med ekonomin. Det sägs att Mozart hade ett mycket extravagant privatliv och inte var den typ som kunde hålla länge i pengar. De sista åren av hans liv var kantade av pengabekymmer. Han var tvungen att låna pengar av ockrare till hög ränta, och 1790 pantsatte han sitt bordssilver för att bekosta en resa till Frankfurt. Han led ofta av djupa depressioner och drabbades av flera olika sjukdomar under sitt liv. 

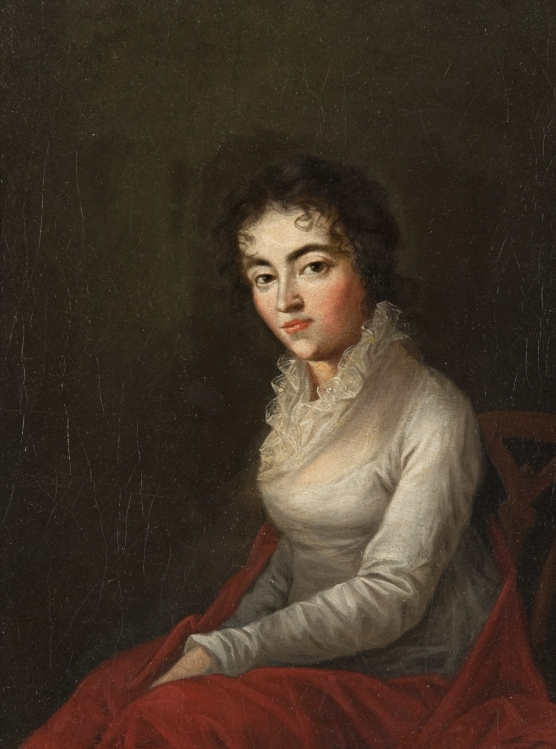
Constanze Mozart (f. Weber). Målning av Lange, 1782.

Han gifte sig med Constanze Weber 1782, ett äktenskap som aldrig riktigt accepterades av Mozarts far Leopold. Constanze och Wolfgang fick sex barn, varav två nådde vuxen ålder. Sonen Franz Xaver Wolfgang Mozart blev kompositör även han. Ingen av Mozarts söner fick egna barn. Vid denna tid umgicks Mozart med bland andra Joseph Haydn. Han blev invald i frimurarlogen 1784, något som ibland tolkas som ett utslag av en kris. Han övertygade även sin far att bli frimurare. Särskilt i operorna Trollflöjten och Figaros bröllop finns samhällskritik som härrör från tiden med frimurarna.
Efter att 1787 ha återvänt till Wien efter stående ovationer i Prag erbjöds Mozart titeln kejserlig kammarkompositör. Intresset för Mozarts musik var dock på avtagande i Wien. Mozart hade så gott som upphört med att komponera musik för att själv framföra den och skrev istället verk på beställning.
1790 önskade Mozart att få uppskjuta en konsertresa tillsammans med Haydn till London eftersom han hade på känn att han skulle bli erbjuden tjänsten som kapellmästare vid Stephansdomen i Wien, vilket han också blev 1791 – på sin dödsbädd. 
År 1791 hade Mozarts opera Trollflöjten premiär på en förstadsteater utanför Wien. Då hade dock Mozart endast två månader kvar att leva. Mozart dog i Wien, strax före sin 36:e födelsedag, fem minuter i ett måndagen den 5 december 1791. Vid hans dödsbädd fanns Constanze, hennes syster och en läkare.

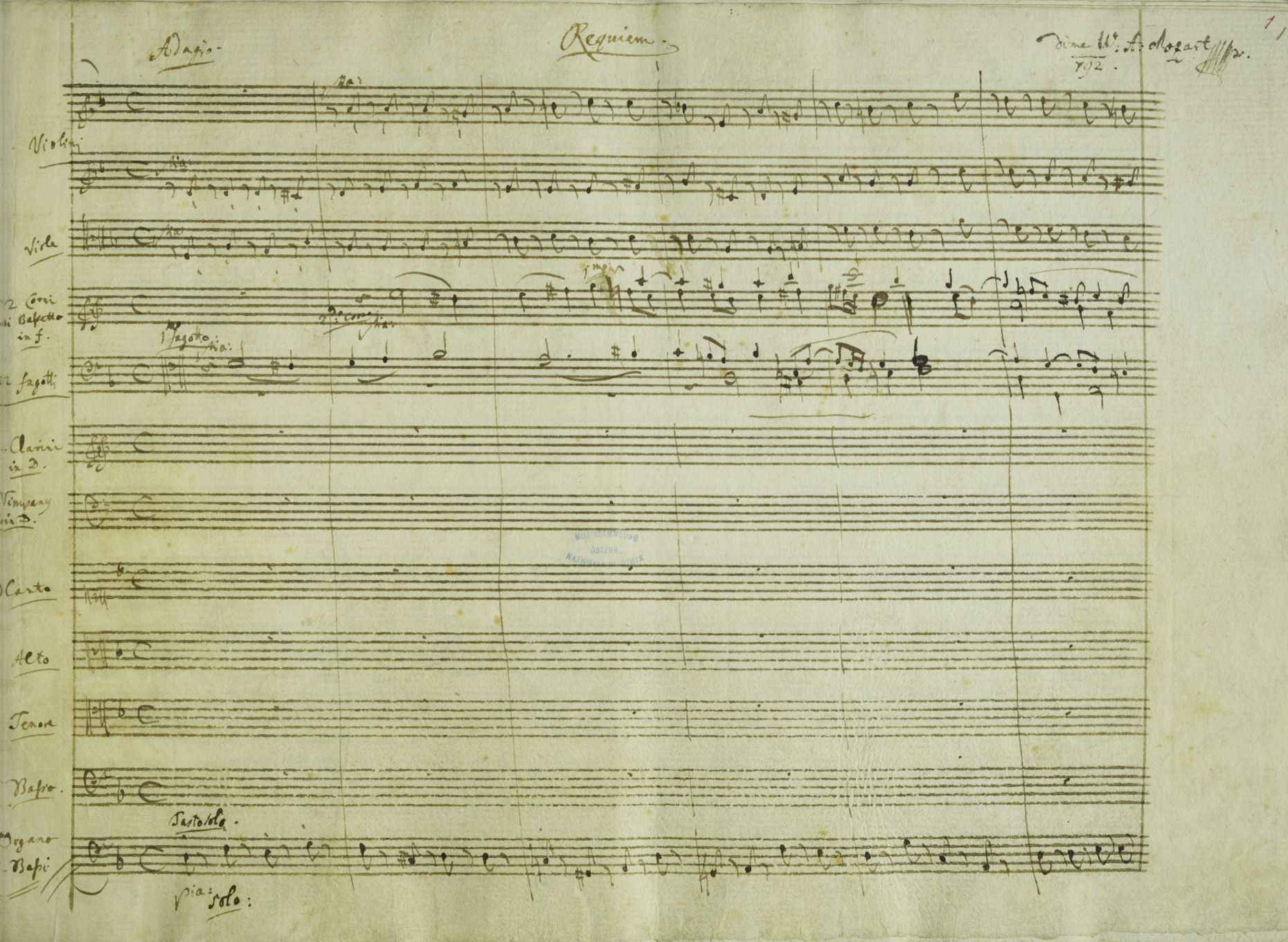
Första sidan i Mozarts requiem i autograf.

Mozarts verklista omfattar 626 verk. Hans sista verk blev ett requiem (mässa för de döda). Verket hade beställts i juli 1791 av greve Franz Walsegg zu Stuppach, som ville framföra verket som sitt eget vid sin hustrus begravning. Mozart fick aldrig reda på vem beställaren var, eller sätta sitt namn på verket - det har antagits att greven hade för avsikt att själv ge ut verket under eget namn. Arbetet med verket kunde inte påbörjas förrän Mozart blivit färdig med Trollflöjten, men då arbetade han desto mer intensivt. Hans sjukdom förvärrades, därav säkert historierna om att han skulle ha talat om att han "skrev på sitt eget requiem". Emellanåt prövade han det han skrivit, tillsammans med vänner, bland dem eleven Franz Xaver Süssmayr. Ett sådant prov lär ha ägt rum så sent som 4 december. Verket förelåg då ofullbordat, Introitus och Kyrie var fullt färdiga, av Sequentia förelåg i mer eller mindre utförliga skisser (sångstämmor utskrivna, orkestrering antydd) Dies irae, Tuba mirum, Rex tremendae, Recordare, Confutatis, Lacrimosa (endast åtta takter), samt ur Offertoirum Domine Jesu och Hostias.
Süssmayr har gått till musikhistorien som den som fullbordade Mozarts sista verk, men han var inte den förste som fick uppdraget. Änkan Constanze vände sig först till Joseph von Eybler, som arbetade på Sequentia fram till Lacrimosa, men inte ansåg sig värdig uppgiften att slutföra mässan. Uppdraget gick till sist till Süssmayr, som lånade det mesta av Eyblers kompletteringar till de tidigare satserna, och själv komponerade de satser som förväntas för att komplettera en requiemmässa; Sanctus, Benedictus och Agnus Dei. Han lade även till ett Lux aeterna genom att använda musikaliskt material från de första två satserna, vilka Mozart ju komponerat själv. Både änkan Constanze och Süssmayr har uppgivit att detta var enligt Mozarts intentioner, vilket senare musikforskare funnit anledning att betvivla. Dock bidrar återtagandet av det inledande musikaliska materialet till storformen, som liknar en sonatform, och det var vanligt att forma mässan enligt denna princip, många komponister före Mozart hade förfarit på ett liknande sätt. Senare tiders musikforskare har pekat på förekomsten av direkt musikteoretiska fel i Süssmayrs musik, och några har till och med rensat bort Süssmayrs tillägg och själva "fullbordat" verket. Förmodligen var ändå Süssmayr den mest lämpade att slutföra verket, eftersom han varit hos Mozart nära slutet och hjälpt honom med att skriva ut stämmor, och han var trots allt en kompositör verksam samtidigt som och nära Mozart själv. Verket fullbordades i början av år 1792, den fullbordade versionen uruppfördes den 2 januari 1793 och utgavs av Mozarts förläggare Breitkopf & Härtel 1800.

### Mozarts död och begravning
Både beträffande requiet och Mozarts död finns det oklarheter och mer eller mindre välgrundade teorier. Requiem beställdes av greve Walsegg som hade som vana att lägga ut beställningar på musikstycken anonymt med avsikt att ge ut dem under sitt eget namn. Mozarts snabba och våldsamma sjukdomsförlopp gav upphov till ett envist men helt ogrundat rykte som gick ut på att Antonio Salieri, en av de mest välrenommerade kompositörerna i Wien, skulle ha mördat Mozart. Den som mest bidragit till att sprida påståendet var Aleksandr Pusjkin med sin pjäs från 1831 "Mozart och Salieri", som också blev till opera med samma namn av Nikolaj Rimskij-Korsakov. Idén förekommer också i Milos Formans film Amadeus efter Peter Shaffers pjäs. Både Forman och Schaffer har betonat det fiktiva i sina respektive verk när de möttes av kritik. Ingen Mozartolog tycks stödja denna konspirationsteori. 

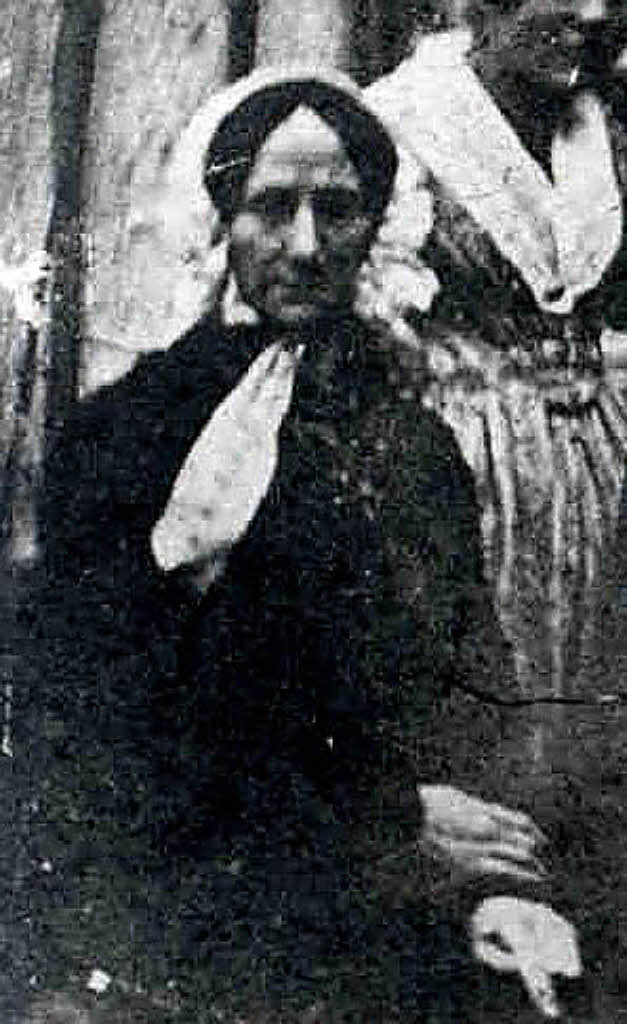
Fotot sägs visa Constanze Mozart vid 78 års ålder, 1840.

Mozart begravdes i en allmän grav (ej fattiggrav) på Sankt Marxer Friedhof och begravningen var mycket enkel. Det är osäkert om någon följde kistan till graven. Constanze anordnade kort efter makens död en minneskonsert till Mozarts ära.
Tio år efter Mozarts död grävdes området där han begravts upp, för att ge plats för nya gravar.
Mozart begravdes i en massgrav med andra kroppar, vilket omöjliggjort ett fastställande av hans dödsorsak. Han led under sitt liv av ett stort antal sjukdomar, till exempel svåra depressioner, olika streptokockinfektioner, gulsot och svåra tandbölder. Han låg tidvis i koma, förlorade vikt, hade svår toxemi, tyfoidfeber, olika virusinfektioner, kraftiga kolikanfall med våldsamma kräkningar och reumatisk feber och ledinflammationer som följd av infektionen, kronisk glomerulonefrit och polyartrit (smärtsamma svullnader i fötter och händer) och förlamning i ena sidan av kroppen. Han led av vattusot på grund av kroniskt nedsatt njurfunktion. Den troligaste orsaken till Mozarts död är en svår influensaepidemi som drabbade Wien hösten 1791.

### Mozarts sista bostad
Mozarts sista hem på Rauhensteingasse, Wien ligger ett stenkast från Stephansdomen. Huset revs på 1800-talet, tre tomter slogs ihop och ett stort hyreshus uppfördes som efter andra världskriget byggdes om helt och hållet. Idag ligger varuhuset Steffel på den tomt där Mozarts hus låg; på Steffels tredje våningsplan finns olika föremål till minne av kompositören.

## Inspelningar
Världens första inspelning av ett verk av Mozart gjordes 1889 av den danske sångaren Peder Schram. Inspelningen innehåller en aria och inledningen av en annan aria ur operan Don Giovanni. Den första svenska inspelningen gjordes 1900 av Hjalmar Stolpe på sällskapet Idun med Att få hämnas (La vendetta) ur Figaros bröllop.

## Verk
Se Verklista för Wolfgang Amadeus Mozart

## Sagt om Mozart

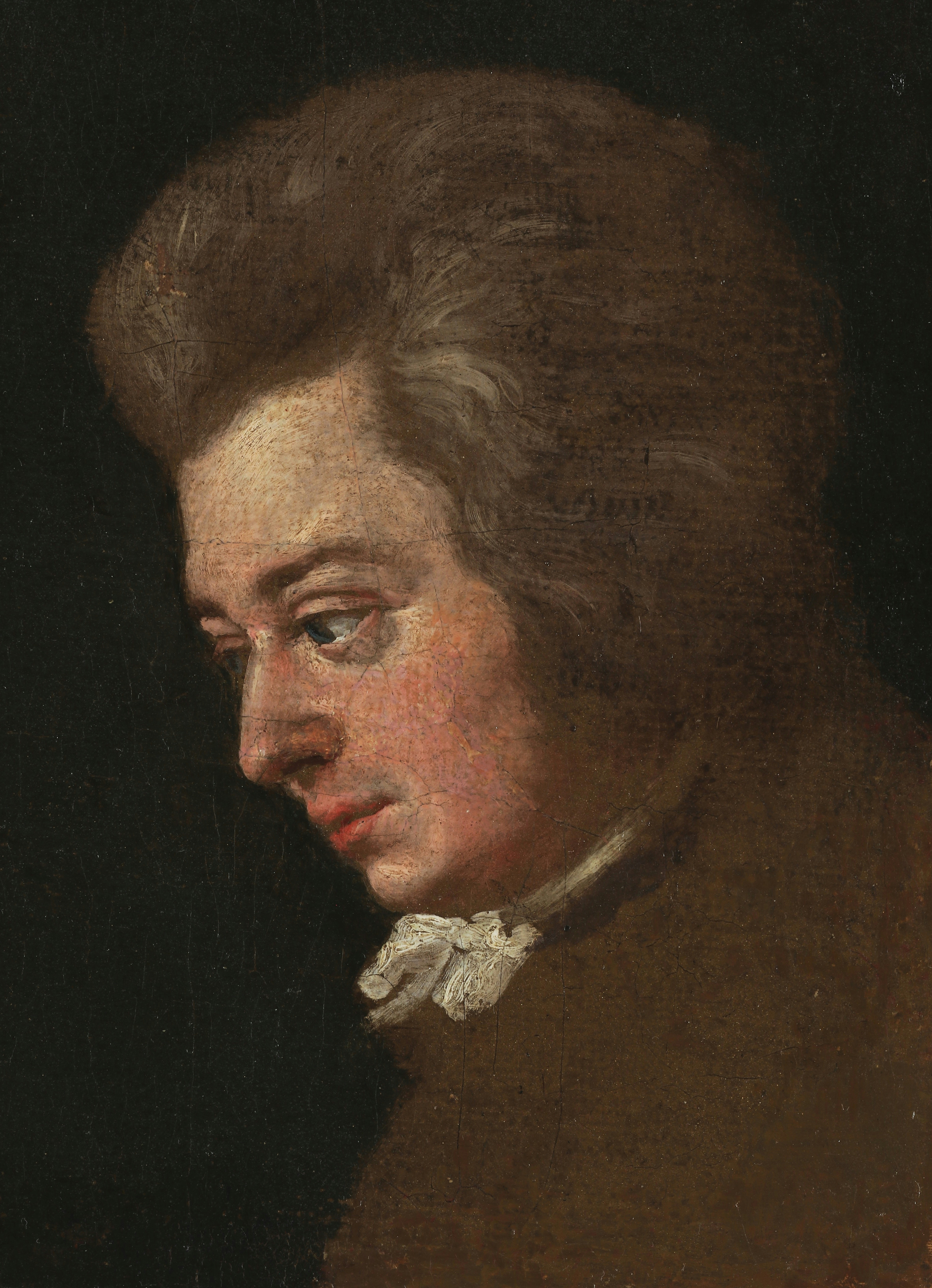
Wolfgang Amadeus Mozart, målad av hans svåger Joseph Lange 1782. Ofullbordad.

Om Mozart hade skrivit för evigheten hade vi inte kommit ihåg hans musik – Alfred Einstein
För mycket toner, min käre Mozart – Joseph II (Vid uruppförandet av Die Entführung aus dem Serail.)[källa behövs]
Er son är den största kompositör jag känner personligen eller vid namn; han har smak, och vad mer är, han har den största kunskap i komposition. – Joseph Haydn till Leopold Mozart.
Han tilldrog sig min beundran när jag var ung; i mogen ålder fick han mig att misströsta; han är nu min ålders tröst – Gioacchino Rossini 
De avtryck av en ljusare och bättre tillvaro som han har lämnat på våra själar – Franz Schubert.
Mozart är musikens Kristus – Pjotr Tjajkovskij.

## Utmärkelser
1770 blev Mozart utsedd till riddare av "Den Gudomliga försynen" i Vatikanen.

## Eftermäle
Nedslagskratern Mozart på planeten Merkurius och asteroiden 1034 Mozartia är uppkallad efter honom.